# August Bohse
August Bohse (* 2. April 1661 in Halle (Saale); † 11. August 1742 in Liegnitz) war Jurist, Rhetorikprofessor und als Verfasser von Romanen und Briefstellern – unter dem besser bekannten Pseudonym Talander – der wichtigste Repräsentant der ersten Generation deutscher „galanter Autoren“.

## Leben
Bohses Vater Gottfried war in Halle Beisitzer des Schöppenstuhls. Den Sohn ließ er das Gymnasium der Stadt besuchen. Zedlers Universal-Lexicon notiert vor dem Studium eine Reise, die Bohse mit dem Vater in einer Rechtsangelegenheit nach Wien vor den dortigen Reichshofrat unternahm.
1679 immatrikulierte er sich in Leipzig. Die Fächer des philosophischen Grundstudiums sollten für ihn die zentralen werden und bleiben. Das aufbauende Jurastudium unterbrach er bei Ausbruch der Pest, um es in Jena fortzusetzen. Eine Position als Hofmeister (Privatlehrer) bei einem von Hesler schloss sich im weiteren Versuch, der Pest auszuweichen, an. Bohse beendete sein Studium schließlich nach dem Ende der Epidemie in Leipzig.
Von 1685 bis 1688 gab er in Hamburg Einführungen in die Grundlagen des Jurastudiums und Seminare im Briefstil, eine Tätigkeit, für die seine Veröffentlichungen – Romane und Briefsteller – die beste Werbung waren. Schreibend und unterrichtend finanzierte er sich auf dieselbe Art zwei weitere Jahre in Berlin und Dresden und dann in Halle, wohin ihn sein Vater endlich zurückrief.
Der Tod des Vaters gestattete noch im Jahr der Rückkehr nach Halle den Umzug nach Leipzig, der Stadt, die unter den Studienorten am „galantesten“ war. Seine Rhetorikseminare erhielten großen Zulauf und verschafften ihm ein halbes Jahr später die Berufung auf die Stelle eines Sekretärs am Weißenfelser Hof unter Johann Adolf von Sachsen-Weißenfels. Bohses Romane, vornehmlich im asiatischen Genre verfasst, standen der Oper bereits nahe. Seine Arbeit lag in Weißenfels vor allem in der Produktion von Texten für die Hofoper. Da sie nicht unbedingt seine Anwesenheit erforderte, gestattete ihm der Landesherr den Umzug nach Jena. Bohse belieferte den Landesherrn aus der Ferne und setzte mittlerweile sein Jurastudium fort.
Vorübergehend las August Bohse noch vor seiner Promotion in Erfurt an der juristischen Fakultät Rhetorik und Briefkunst. Im Jahre 1700 promovierte er in Jena, er setzte seine Unterrichtstätigkeit hier fort, bevor er schließlich 1708 als Professor an die Ritterakademie zu Liegnitz berufen wurde – die Position, die er bis zu seinem Tod innehielt.
Bohse war verheiratet mit Susanne Helene, der Tochter des Hallenser Kämmerers Paul Christian Reichhelm. Aus der Ehe ging eine Tochter hervor.

## Schriftstellerisches Werk
Während die Operntexte vornehmlich in Weißenfels blieben, schufen ihm seine Romane und Briefsteller Ruhm im gesamten Gebiet der mit den Universitätsstädte Halle, Jena und Leipzig vernetzten deutschen Städte (Ulm, Augsburg, Nürnberg im Süden, Hamburg und Rostock im Norden, Dresden und Breslau im Osten).
Das Gros der Romane erschien im asiatischen Genre, das sich erst im Verlauf klarer auf das weibliche bürgerliche Publikum ausrichtete. Skandalöse und in die Politik ausgreifende Titel kamen hinzu – Amor am Hofe setzte hier Maßstäbe.
Man kann die Romane als Bohses zentrale Produktion betrachten – Romane leiteten zu galanter Conduite, modernem Stil, zeitgemäßen Briefen und Complimenten (Gesprächseröffnungen) an und griffen in ihren Sujets in die Poesie und dabei vor allem in die Oper aus. Mehrere seiner Romane wurden in Opern umgearbeitet, folgten Opernstoffen oder bargen ganze Opernlibretti im Text.
Den Studienbetrieb begleiteten die Briefsteller und Rhetorikhandbücher, die er unter seinem Pseudonym herausgab, als dieses längst bereits mit seinem bürgerlichen Namen eng verbunden war.
Von immensem Einfluss wurden seine Übersetzungen aus dem Französischen. Die Maximen La Rochefoucaulds edierte er und setzte eigene hinzu. Im Frühjahr 1700 – Fénelons Telemach erschien in seinen zwei Bänden 1699/1700 in den Niederlanden – legte er seine Übersetzung dieses Romans vor, der Klassiker des modernen heroischen Romans werden sollte. Zehn Jahre später bot er die erste Vorrede zur deutschen Übersetzung der Geschichten aus Tausendundeine Nacht aus dem Französischen nach Galland an. Bohse bewies mit jeder dieser Arbeiten Gespür für die Entwicklung des Marktes und die Richtung, die die belles lettres zum anerkannten Bildungsgegenstand nahmen, bevor in den 1730ern der Aufbau der deutschen Nationalliteratur begann.
Immens, doch gespalten, war sein Einfluss auf die 1700 mit Christian Friedrich Hunold einsetzende zweite Welle galanter Autoren. Sie alle wählten anfänglich „griechische Namen“ als Pseudonyme, die an sein eigenes Pseudonym anknüpften. Hunold mied jedoch mit seinem
Pseudonym „Menantes“ bereits das asiatische Genre. Modern wurden nun Romane von „einheimischen Sujets“, die das autobiographische Spiel mit der Reputation ihrer Autoren stärker inszenierten. In Hunolds letztem Werk, dem Satyrischen Roman von 1706, ließen sich bereits die Studenten verspotten, die ihre Liebesgeständnisse aus Talander-Romanen auswendig lernten. Wahre galante Helden verfügten frei über diese Kunst. Johann Leonhard Rost betrat den Markt alias Meletaon 1708 mit gezielten Anknüpfungen an Talanders Romane. In Selamintes Närrischem Cupido von 1713 konnte Talanders Stil jedoch dann schon gänzlich offen in seiner mittlerweile zu üppigen metaphorischen Bebilderung kritisiert werden. Ein direkterer, knapperer, am französischen Esprit geschulter Stil wurde modern. Talander hatte zu diesem Zeitpunkt den Markt verlassen, der sich zunehmend skandalös gestaltete. Seine Romane der 1680er und 1690er fanden ohne sein weiteres Zutun Auflagen bis weit in die erste Hälfte des 18. Jahrhunderts hinein.